# François Givois
François Givois est un homme politique français, né le 1er novembre 1767 à Vesse, aujourd'hui Bellerive-sur-Allier (Allier), et mort le 22 mai 1842 à Ris (Puy-de-Dôme).

## Biographie
Avocat, il est agent national du district de Cusset pendant la Révolution. Le 30 septembre 1793, il est désigné par Fouché comme procureur-syndic du département de l'Allier.
Il est député de l'Allier pendant les Cent-Jours, en 1815.
Il meurt à Ris (Puy-de-Dôme) le 22 mai 1842 « en la maison de M. Jean Baptiste Simon Lamotte son gendre médecin en cette ville ».